# Luria isabella
Luria isabella is een slakkensoort uit de familie Cypraeidae. De wetenschappelijke naam werd gepubliceerd in 1758 door Carl Linnaeus in de tiende editie van Systema naturae.